# Brad Peacock
Bradley »Brad« Peacock, ameriški bejzbolist, * 2. februar 1988, Miami, Florida, ZDA.
Peacock je poklicni metalec in je trenutno član ekipe Houston Astros v ligi MLB.

## Ljubiteljska kariera
Peacock je srednjo šolo obiskoval v Palm Beachu in v tamkajšnji ekipi igral na položaju tretje baze. Peacock je svojega trenerja zaprosil za preizkus kot metalec in na tekmi poletne lige zdržal 8 menjav.

## Poklicna kariera

### Washington Nationals
Peacock je bil izbran v 41 krogu nabora lige MLB leta 2006 s strani ekipe Washington Nationals.
Peacock ni igral v organizaciji v letu 2006. Sezono 2007 je preživel z njihovo podružnico v Gulf Coast League, in zbral 1 zmago s povprečno 3,89 dovoljenega teka. V 39,3 menjave tega leta, od tega 7-ih začetih tekmah in 6-ih razbremenilnih nastopih je zbral 34 izločitev z udarci in le 15 prostih prehodov na bazo.
Baseball America je Peacocka ocenila kot 42. najboljšega mladega igralca v bejzbolu v sezoni 2011-12. Svojo ekipo je zastopal na tekmi nadebudnežev leta 2011. Baseball America ga je imenovala tudi na njihovo ekipo vseh zvezd v nižjih podružnicah lige.
Peacock je bil na najvišjo stopnjo vpoklican 6. septembra 2011.

### Oakland Athletics
23. decembra 2011 je bil Peacock skupaj z Tomom Milonom, Derekom Norrisom in A. J. Colom k ekipi Oakland Athletics v zameno za Gia Gonzaleza in Roberta Gilliama.

### Houston Astros
Po koncu sezone 2012 je Peacock skupaj z Maxom Stassijem in Chrisom Carterjem odšel k ekipi Houston Astros, ki so v zameno v Oakland poslali Jeda Lowrieja in Fernanda Rodrigueza.